# Хольцхайм (Донау-Рис)
Хольцхайм (нем. Holzheim) — община в Германии, в земле Бавария.
Подчиняется административному округу Швабия. Входит в состав района Донау-Рис. Население составляет 1136 человек (на 31 декабря 2010 года). Занимает площадь 19,62 км².

## Внешние ссылки
- Официальная страница